# 敘利亞-瑪拉巴禮天主教拉傑果德教區
敘利亞-瑪拉巴禮天主教拉傑果德教區 （拉丁語：Eparchia Rajkotensis）是東儀天主教的一個教區（敘利亞－瑪拉巴禮），包括印度古吉拉特邦西部八縣，受天主教甘地訥格爾總教區管轄。
教區成立於1977年2月26日。2010年有教友13,000名，佔轄區總人口百分之0.1。由156名司鐸名管理十四個堂區。現任教區主教為若瑟·奇圖帕拉姆比爾。